# Вторая осада Галлиполи
Вторая осада Галлиполи — одно из сражений, произошедших во время крестового похода графа Савойи Амадея VI против турок. Город принадлежал османам с 1354 года, когда им с помощью фракийского землетрясения удалось захватить его.

## Предыстория
С 1354 года турки использовали Дарданеллы для переправки своих воинов через пролив. Попадая в Европу, они начали захватывать местные города, чему способствовала гражданская война в Византийской империи. Переправляясь через Геллеспонт, мусульмане продолжали заселять долину Марицы и Фракию. Но на море христиане сохраняли преимущество вплоть до начала 15 века, и если бы христиане начали борьбу с турками во внутренней Фракии, те без подкреплений из Малой Азии быстро сдались бы, так как за 10 лет турецкого контроля исламизация последней византийской провинции была ещё не такой значительной, особенно учитывая тот факт, что такие важные города, как Дидимотика и Адрианополь, находились в турецких руках на момент падения Галлиполи всего лишь 5 лет. Возвращение Галлиполи, казалось бы, предоставило Византии шанс на возрождение, хотя бы в рамках своей европейской территории.

## Итоги
Но новая гражданская война в империи (1373—1379) отвлекала власть от этой проблемы. Более того, в ходе борьбы за власть, Андроник IV в 1377 году вернул город Мураду I в обмен на помощь от его турецких наёмников. Данный шаг стал настоящим безумием, совершенным руками самих греков: турки с новой силой ринулись заселять Фракию. Уже в 1394 году предместья Константинополя были ими полностью разорены, а сам город подвергся первой 8-летней турецкой осаде, от которой тогда его временно спасла только победа Тимура над турками в 1402 году.